# Esenyamaç, Başkale
Esenyamaç là một xã thuộc thành phố Başkale, tỉnh Van, Thổ Nhĩ Kỳ. Dân số thời điểm năm 2011 là 2.952 người.